# 黄忠海
黄忠海（發音：[hwaːŋ˨˩ t͡ɕʊwŋ͡m˧˧ haːj˧˩]；1959年6月27日—），越南政治人物。曾任越南副總理。2016年至2021年担任越南共产党第十二届中央政治局委员，曾于2016－2020年河内市市委书记。2020年2月7日，他被调任越南共产党第十三次代表大会文件起草小组委员会常务副主任，直到2021年卸任。

## 生平
1976-1981年在河内理工大学学习。1981-1991年在至靈市普赖热电厂工作。1990年11月加入越南共产党。1995年获都柏林大学工商管理硕士学位。2002-2007年任越南工业部部长。2007年8月开始担任主管经济的副总理。2016年转任越共河内市市委书记2020年1月10日，黄忠海因在政府副总理任内在指导落实越南太原钢铁公司扩大生产项目第二期工程中失职渎职，受到党内警告处分。同年2月7日，不再担任河内市委书记。2021年，换届不再担任政治局委员，退休。